# Nedertal

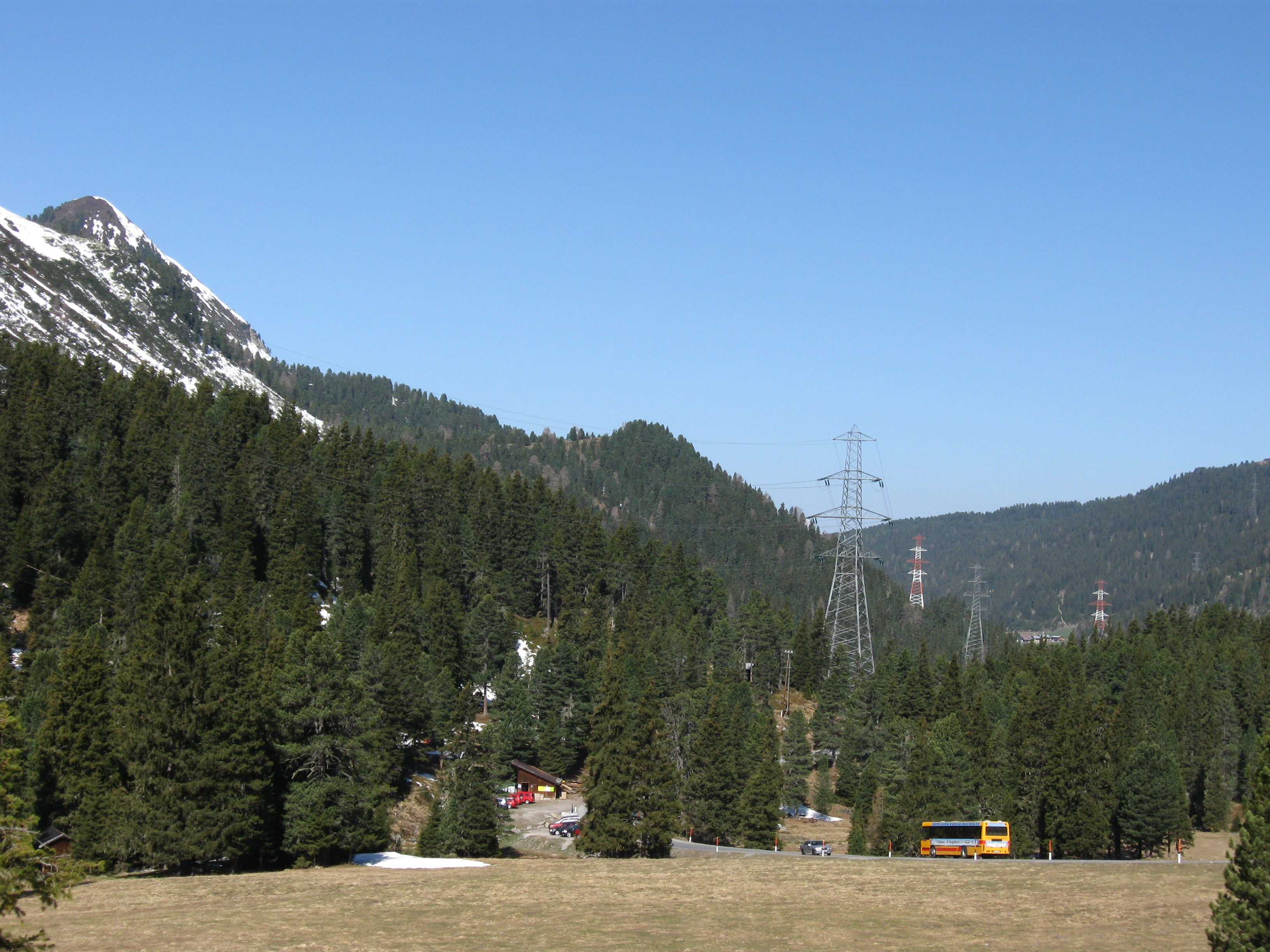
Das Nedertal unterhalb des Kühtai

Das Nedertal (mundartlich die "Neader") ist ein rechtes Seitental des unteren Ötztals in Tirol, das vom namensgebenden Nederbach durchflossen wird. Der Wortstamm beruht auf dem auch heute noch gängigen Einheimischenausdruck neadrig, was schattig bedeutet. Es beginnt, von oben nach unten gesehen, auf dem 2017 m ü. A. gelegenen Kühtaisattel, von wo aus sich das Tal grob gesprochen nach Westen in Richtung Oetz erstreckt und dabei in etwa parallel zum Inntal verläuft. Das untere Ende des Tales liegt gegenüber von Sautens knapp oberhalb von Ötzerau, wo der Nederbach nach dem Durchbruch einer Felsschlucht in die Ötztaler Ache einmündet. Drei Seitentäler, das Wörgetal, das Mittertal und das Längental, zweigen in seinem Verlauf nach Süden ab.
In Mühlau, einem hoch gelegenen Weiler von Ötzerau, befindet sich eine Wasserfassung für ein Kleinwasserkraftwerk, welches einst die Gemeinde Ötz errichtet hat. Heute steht dieses im Eigentum des Landesenergieversorgers Tiwag. Die Druckrohrleitung führt hinunter in den Weiler Ebene, wo sich auch das Krafthaus befindet und wo das abgearbeitete Wasser in die nahe gelegene Ötztaler Ache fließt.
Während der Zeit des Nationalsozialismus waren im Nedertal Arbeiten an einem Teil eines riesigen Bauprojektes begonnen worden. Von diesem sind heute unter anderem noch Stollenausbrüche Richtung mittleres Ötztal und durch den Amberg Richtung Ötztal Bahnhof zu sehen. Auch eine Staumauer hätte im Nedertal errichtet werden sollen. Der Beginn der Arbeiten war im Kriegsjahr 1940. Auf Geheiß des Reichsluftfahrtministeriums sind zur Errichtung des Komplexes, der in Ötztal Bahnhof einen Hochgeschwindigkeitswindkanal vorsah, 1200 Lagerarbeiter und 17 Dampflokomotiven im Einsatz gewesen. Die Bauarbeiten für die Stuibenbachsperre erfolgte durch die Siemens-Bauunion, die weitere Subunternehmen wie Innerebner & Mayer aus Innsbruck und die italienische Spezialfirma Lodigiani beschäftigte.
Das Tal ist nur dünn besiedelt, die einzige größere Siedlung neben dem auf der Passhöhe gelegenen Wintersportort Kühtai ist das zur Gemeinde Haiming gehörende Ochsengarten. Bei der Einmündung des Längentals ins Nedertal unterhalb des Kühtaisattels liegt der Speicher Längental der Kraftwerksgruppe Sellrain-Silz.
Durch das Nedertal verläuft die 17,1 km lange Kühtaistraße (L237), die über den Kühtaisattel eine Verbindung zwischen dem Ötztal und dem Sellraintal herstellt. Von Ochsengarten führt eine Straße über den Silzer Sattel ins Inntal nach Haiming.
2021 verlautbarte der TVB, es solle in absehbarer Zeit ein Radweg durch das Nedertal entstehen, der zum Großteil auf der alten Trasse der Nedertalstraße geführt werden soll. Damit griff dieser eine Idee auf, welche 2019 anlässlich des Beirats Zukunft zur damals viel diskutierten, geplanten Liftehe Hochötz-Kühtai präsentiert worden ist. Diese hätte im Nedertal im Bereich der Feldringer Böden und des Schafjochs entstehen sollen.